# Şemsi Yaralı
Şemsi Yaralı Yurtal (* 20. Juli 1982 als Şemsi Yaralı) ist eine ehemalige türkische Boxerin. Sie wurde 2008 Weltmeisterin und 2011 Europameisterin.

## Werdegang
Şemsi Yaralı begann im Alter von 18 Jahren mit dem Boxsport, wurde 2004 in die Nationalmannschaft einberufen und trainierte beim Sportclub TSE Ankara. 2012 wechselte sie zu Fenerbahçe SK.
Bei der Weltmeisterschaft 2005 in Podolsk wurde sie nach einer Finalniederlage gegen Mária Kovács Vize-Weltmeisterin und gewann bei der WM 2006 in Neu-Delhi Bronze, nachdem sie im Halbfinale gegen Jelena Surkowa ausgeschieden war. Ihren größten Erfolg erzielte sie mit dem Gewinn der WM 2008 in Ningbo, nachdem sie sich gegen Inna Schewtschenko, Tiffany Hearn und Adriana Hosu durchgesetzt hatte. Bei den Weltmeisterschaften 2010 in Bridgetown und 2012 in Qinhuangdao unterlag sie jeweils im Viertelfinale gegen Kateryna Kuschel bzw. Kavita Chahal.
Darüber hinaus wurde sie 2006 in Warschau und 2009 in Mykolajiw jeweils Vize-Europameisterin und gewann den EM-Titel 2011 in Rotterdam mit einem Finalsieg gegen Irina Sinezkaja.
Nach ihrer Wettkampfkarriere wurde sie Sportlehrerin am Cemil Meriç Anadolu Lisesi in Etimesgut, Provinz Ankara.

### Auswahl weiterer Erfolge
- 2010: 3. Platz bei der EU-Meisterschaft in Keszthely[13]
- 2008: 1. Platz bei der EU-Meisterschaft in Liverpool[14]
- 2007: 3. Platz bei der EU-Meisterschaft in Lille[15]
- 2006: 2. Platz bei der EU-Meisterschaft in Porto Torres[16]